# Gösta Brugger

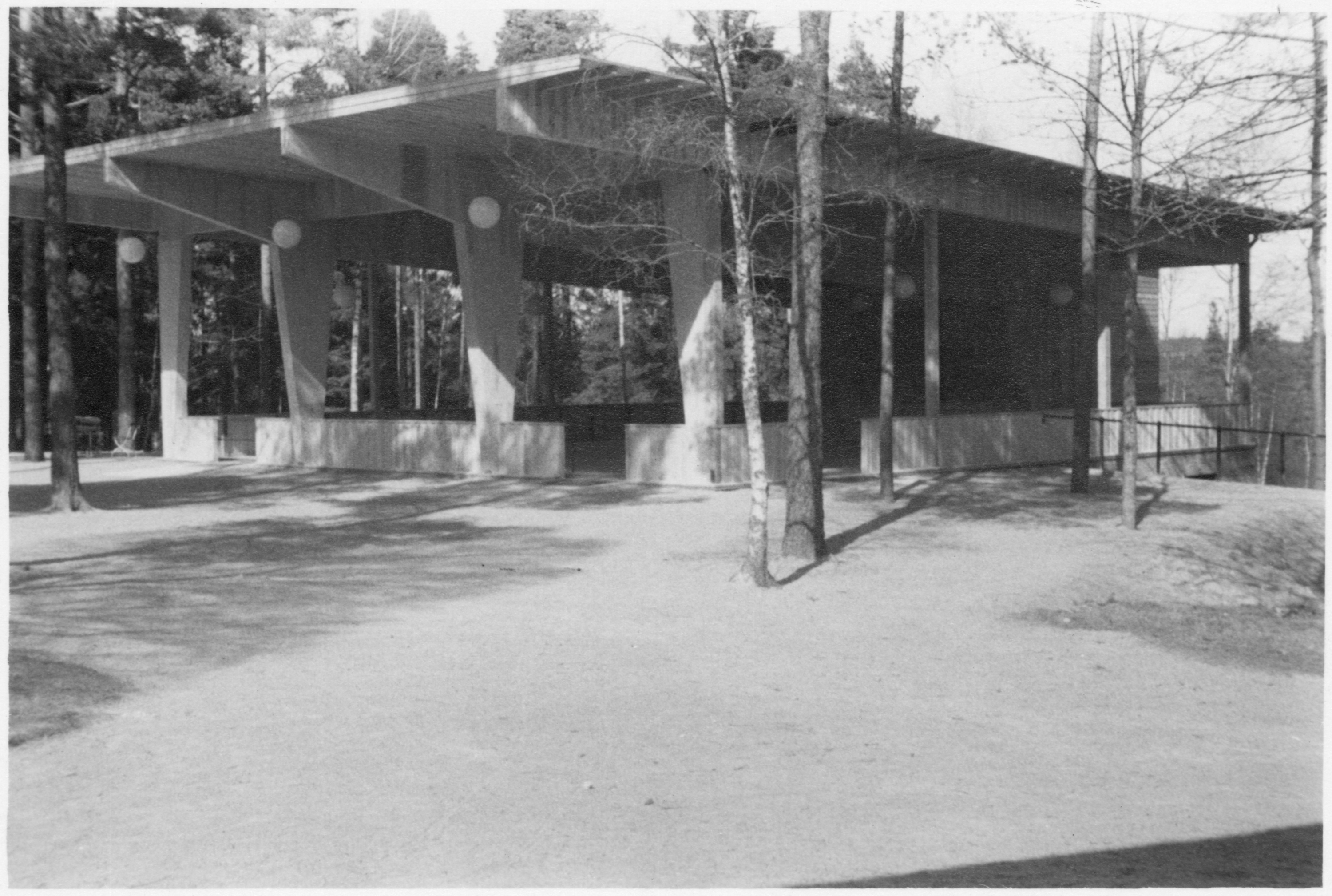
Bruggers dansbana för gammeldans i Växjö

Gösta Brugger, född 15 augusti 1904 i Väckelsångs församling, Kronobergs län, död 1968 i Växjö, var en svensk arkitekt.
Brugger, som var son till handlaren J.G. Peterson och Mimmi Bengtsson. Efter studentexamen fick han sin första anställning på Paul Bobergs arkitektkontor i Växjö. Han utexaminerades från högre tekniska läroverket i Malmö 1937 samt bedrev arkitektstudier vid akademien i Berlin-Charlottenburg och tekniska högskolan i Zürich 1938–1939. Han blev assistent på länsarkitektkontoret i Växjö 1944 och bedrev egen arkitektverksamhet från 1946. Han utförde ritningar till bland annat skolor, vårdhem, förvaltnings- och domstolsbyggnader, industrier och bostäder. Han var byggnadskonsulent i Rottne landskommun samt stadsarkitekt i Åseda och Lenhovda köpingar.